# Dimorphocystis
Dimorphocystis är ett släkte av svampar. Dimorphocystis ingår i familjen mattsvampar, ordningen Agaricales, klassen Agaricomycetes, divisionen basidiesvampar och riket svampar.
|                | Pterula                                                                              |
|                |                                                                                      |
|                | Aphanobasidium                                                                       |
|                |                                                                                      |
|                | Radulomyces                                                                          |
|                |                                                                                      |
|                | Actiniceps                                                                           |
|                |                                                                                      |
|                | Deflexula                                                                            |
|                |                                                                                      |
|                | Coronicium                                                                           |
|                |                                                                                      |
| Dimorphocystis | \| \| Dimorphocystis laevis \| \| \| \| \| \| Dimorphocystis subcapitata \| \| \| \| |
|                | \| \| Dimorphocystis laevis \| \| \| \| \| \| Dimorphocystis subcapitata \| \| \| \| |
|                | Merulicium                                                                           |
|                |                                                                                      |
|                | Lepidomyces                                                                          |
|                |                                                                                      |
|                | Globulicium                                                                          |
|                |                                                                                      |
|                | Chaetotyphula                                                                        |
|                |                                                                                      |
|                | Adustomyces                                                                          |
|                |                                                                                      |
|                | Pterulicium                                                                          |
|                |                                                                                      |
|                | Parapterulicium                                                                      |
|                |                                                                                      |
|                | Allantula                                                                            |
|                |                                                                                      |
|                | Dimorphocystis laevis                                                                |
|                |                                                                                      |
|                | Dimorphocystis subcapitata                                                           |
|                |                                                                                      |

|  | Dimorphocystis laevis      |
|  |                            |
|  | Dimorphocystis subcapitata |
|  |                            |